# Ostróda
Ostróda é um município da Polônia, na voivodia da Vármia-Masúria e no condado de Ostróda. Estende-se por uma área de 14,15 quilômetros quadrados, com 33 216 habitantes, segundo os censos de 2017, com uma densidade de 2360,1 hab/km².